# City of Wax
City of Wax ist ein US-amerikanischer dokumentarischer Kurzfilm aus dem Jahr 1934.

## Handlung
Der Film folgt der Entwicklung einer Bienenlarve zur jungen Arbeitsbiene, zeigt das Leben einer Bienenkolonie und stellt Funktion und Leben der Königin eines Bienenstocks vor.

## Produktion
City of Wax gehörte zu einer Reihe von Naturfilmen, die Stacy und Horace Woodard für Skibo und die Educational Films Corporation of America produzierten. Seine mit Mikroskopkameratechnik entstandenen Aufnahmen nannte die Kritik bemerkenswert. Der Film erhielt am 9. Februar 1934 einen Copyright-Eintrag. Erzähler des Films ist Gayne Whitman.

## Auszeichnungen
City of Wax erhielt 1935 einen Oscar in der Kategorie „Bester Kurzfilm – Novelty“.